# 러셀 크로
러셀 아이라 크로(영어: Russell Ira Crowe, 1964년 4월 7일 ~ )는 뉴질랜드에서 태어난 오스트레일리아의 영화 배우, 가수, 영화 제작자이다. 2000년 《글래디에이터》로 아카데미 남우주연상을 수상하였으며, 《인사이더》(1999)와 《뷰티풀 마인드》(2001)로 아카데미 남우주연상 후보에 오르기도 하였다. 2014년 드라마 영화 《워터 디바이너》를 통해 감독으로도 데뷔하였다.
뉴질랜드 웰링턴에서 태어나 4세 때 부모를 따라 오스트레일리아로 이주하였다. 14세 때 가족과 함께 뉴질랜드에 돌아와 20대에 수많은 직업을 전전하다가, 다시 오스트레일리아로 건너가 음악 제작에 참여하기도 하고, 여러 드라마에도 출연하였다.
1990년 전쟁 영화 《암본의 심판》으로 데뷔하였고, 1992년 《이유 없는 반항》에서 네오나치 갱의 리더로 출연하여 국제적 주목을 받았다. 크로의 할리우드 데뷔작은 서부극 《퀵 앤 데드》(1995)이다.
그 밖의 출연작으로는 《가상현실》(1995), 《LA 컨피덴셜》(1997), 《인사이더》(1999), 《미스터리 알래스카》(1999), 《글래디에이터》(2000), 《프루프 오브 라이프》(2000), 《뷰티풀 마인드》(2001), 《신데렐라 맨》(2005), 《아메리칸 갱스터》(2007), 《3:10 투 유마》(2007), 《스테이트 오브 플레이》(2009), 《레미제라블》(2012) 등이 있다.

## 출연 작품

### 영화
- 크로싱 (1990, The Crossing)
- 암본의 심판 (1990, Prisoners of the Sun)
- 위험한 선택 (1991)
- 이유 없는 반항 (1992)
- 썸 오브 어스 (1994, The Sum of Us)
- 퀵 앤 데드 (1995)
- 노 웨이 백 (1995)
- 가상현실 (1995)
- LA 컨피덴셜 (1997) - 웬들 "버드" 화이트 역
- 미스터리 알래스카 (1999)
- 인사이더 (1999)
- 글래디에이터 (2000) - 맥시무스 역
- 프루프 오브 라이프 (2000) - 테리 손 역
- 뷰티풀 마인드 (2001) - 존 포브스 내시 역
- 마스터 앤드 커맨더: 위대한 정복자 (2003)
- 신데렐라 맨 (2005) - 제임스 J. 브래덕 역
- 어느 멋진 순간 (2006)
- 3:10 투 유마 (2007)
- 아메리칸 갱스터 (2007)
- 바디 오브 라이즈 (2008) - 에드 호프먼 역
- 텐더니스 (2009)
- 스테이트 오브 플레이 (2009) - 칼 매캐프리 역
- 로빈 후드 (2010)
- 쓰리 데이즈 (2010)
- 철권을 가진 사나이 (2012)
- 레미제라블 (2012) - 자베르 역
- 브로큰 시티 (2013)
- 맨 오브 스틸 (2013)
- 윈터스 테일 (2014)
- 노아 (2014)
- 워터 디바이너 (2014) - 조슈아 코너 역 (연출 겸임)
- 파더 앤 도터 (2015)
- 나이스 가이즈 (2016)
- 워 머신 (2017) - 밥 화이트 역 (특별출연)
- 미이라 (2017) - 헨리 지킬 박사 역
- 보이 이레이즈드 (2018)
- 켈리 갱 (2019)
- 언힌지드 (2020) - 톰 쿠퍼 역
- 잭 스나이더의 저스티스 리그 (2021)
- 토르: 러브 앤 썬더 (2022)
- 지상 최대 맥주배달 작전 (2022)
- 더 챔피언 (2022) - 잭 슬랙 역
- 포커 페이스 (2022) - 제이크 폴리 역 (감독, 각본)
- 엑소시스트: 더 바티칸 (2023) - 가브리엘레 아모르트 역
- 랜드 오브 배드 (2024) - 리퍼 역
- 크레이븐 더 헌터 (2024 개봉 예정)

### 텔레비전
- 더 레이트 레이트 쇼 위드 크레이그 퍼거슨 (2010)

## 수상 경력
- 1991년 호주영화협회 남우조연상
- 1992년 호주영화협회 남우주연상
- 1993년 호주비평가협회상 남우주연상
- 1993년 제19회 시애틀국제영화제 남우주연상
- 1998년 클로트루디스영화제 최고배우상
- 2000년 제71회 미국비평가협회상 남우주연상
- 2000년 제34회 전미비평가협회상 남우주연상
- 2000년 제25회 LA비평가협회상 남우주연상
- 2000년 제5회 크리틱스초이스 남우주연상
- 2000년 골든애플어워즈 올해의 남성상
- 2000년 제4회 할리우드영화제 남우주연상
- 2000년 싼타페영화비평가협회상 남우주연상
- 2000년 댈러스-포트워스비평가협회상 남우주연상
- 2001년 제21회 런던비평가협회상 남우주연상
- 2001년 센디에고비평가협회상 남우주연상
- 2001년 제6회 크리틱스초이스 남우주연상
- 2001년 제73회 아카데미시상식 남우주연상
- 2001년 엠파이어어워즈 남우주연상
- 2001년 쇼웨스트어워즈 올해의 남자배우상
- 2001년 블록버스터 엔터테인먼트 어워즈 인기배우상
- 2001년 어워즈 시어큐리트 커뮤니티 어워즈 남우주연상
- 2001년 포닉스비평가협회상 남우주연상
- 2001년 댈러스-포트워스비평가협회상 남우주연상
- 2002년 제59회 골든글로브시상식 드라마부문 남우주연상
- 2002년 제7회 크리틱스초이스 남우주연상
- 2002년 제8회 미국배우조합상 영화부문 남우주연상
- 2002년 제55회 영국아카데미시상식 남우주연상
- 2005년 호주국제영화제 남자배우상
- 2009년 호주국제영화제 남자배우상
- 2009년 영국 엠파이어어워드 특별상
- 2015년 호주비평가협회상 남우주연상
- 2015년 제16회 뉴포트비치영화제 감독부문 우수상
- 2020년 제77회 골든글로브시상식 TV영화/미니시리즈부문 남우주연상